# Ingemar Johansson
För andra betydelser, se Ingemar Johansson (olika betydelser).
Jens Ingemar "Ingo" Johansson, ursprungligen Ingemar Johansson, född 22 september 1932 i Göteborg, död 30 januari 2009 i Onsala, var en svensk amatör- och senare proffsboxare (tungvikt) som vann OS-silver 1952 och blev professionell världsmästare 1959. 
Johansson var i OS-final 1952 men diskades för passivitet och det beslutades att han inte skulle få någon medalj. Detta ändrades till sist, men först 31 år senare då IOK erkände att beslutet varit felaktigt.
Efter vinsten över Floyd Patterson som gav VM-titeln förlorade Johansson sitt bälte i en returmatch 1960 och misslyckades med att återerövra tungviktskronan i ett tredje möte 1961. Han återtog dock istället EM-titeln 1962 – en titel han hållit redan 1956–59.
Johansson utsågs 1959 till "Athlete of the Year" av Associated Press och till "Sportsman of the Year" av tidskriften Sports Illustrated. När Ingemar Johansson 1963 drog sig tillbaka från boxningen hade han i proffsringen vunnit 26 av 28 matcher, varav 17 på knockout, 8 på poäng och 1 som följd av diskvalificering.

## Biografi

### Uppväxt
Ingemar Johansson föddes på barnbördshuset på Övre Husargatan i Göteborg. Familjen bodde då på Prinsgatan 7, dit föräldrarna Jens och Ebba flyttat samma år. År 1933 flyttade familjen till Karl Gustavsgatan 59 i Landala och 1937 till en tvårumslägenhet på Engdahlsgatan 6 A i Johanneberg. Familjen flyttade 1952 till ett friliggande hus på Grimmeredsvägen 82 i Västra Frölunda. Fadern arbetade som murare och sonen var stensättare innan han kunde livnära sig som professionell boxare. Boxningen fanns i familjen, då fadern hade sysslat med det och gått några matcher och faderns kusin var boxaren Vette Larsson, "Ring-Larsson". Alla tre bröderna ägnade sig i perioder åt boxning, Henry (1931-1962), Ingemar och Rolf (f. 1936).

Intresset för boxning fick Ingemar Johansson då han på vinter/våren 1945 såg en boxningsmatch i Mässhallen: 
| ” | Jag stod överst i Mässhallen, såg ned i ringen och häpnade att folk var så tagna. De skrek som tokiga och jag förstod inte vad det var, som engagerade dem så våldsamt. Men skådespelet fångade mig, publikens rop fick samband med slagväxlingarna. Plötsligt stod det klart för mig, att jag hade lust att bli en av figurerna i ljusvalvet under lamporna. Hjärtat började banka i mig, när jag upptäckte, att jag ville bli boxare. | „ |

Johansson gick med i Redbergslids Boxningsklubb som 13-åring, den 7 eller 10 september 1945. Det blev hans enda svenska klubb. Han debuterade vid klubbmästerskapet för juniorer i början av december 1947. Det var en uppvisningsmatch utan domslut mot Karl Eric Lövgren. Dock innebar matchen att Ingemar blev klubbmästare i tungvikt för RBK.

### Amatörkarriär
Debuten i en tävlingsmatch kom vid Göteborgs juniormästerskap i Lorensbergs Cirkus, den 17 februari 1948, mot Uno Jacobsson från BK Defence, som var sju år äldre. Johansson var en boxare med bra fotarbete, utmärkt jabb och ett fruktat knockoutslag. Ingemar gick direkt fram och klippte till och därmed var den första segern vunnen.
Därefter vann han på poäng över Helge Olausson från Majorna den 19 februari, på teknisk knockout i tredje ronden den 20 februari mot Hans Fredriksson, Defence innan han, den 24 augusti 1948 inför 5 000 åskådare på Svenska Mässan i Göteborg, knockade tvåan i svenska juniormästerskapets tungviktsklass detta år, Stig Johansson, i den första ronden. År 1949 vann Johansson elva av sina tolv matcher, varav fem på poäng och sex på knockout. Förlusten det året kom mot Bror Andersson från Halmstad, den 23 oktober, på poäng. Året avslutades med svenska juniormästerskapet efter två knockoutsegrar: mot Karl Frank från Århus den 9 december (KO i tredje ronden) och mot Lasse Mörling (KO i andra ronden), från Kalmar den 11 december.
Den 27 februari 1950 erövrade Johansson sitt första av tre raka svenska mästerskap i tungvikt, då han i finalen besegrade Bengt Modigh, Djurgårdens IF på poäng. Den 29 september samma år förlorade Johansson mot Modigh på poäng. På hösten detta år vann Ingemar Johansson tre meriterande landskampssegrar mot Aldo Pellegrini, Italien, Bjarne Olsen, Norge och Herluf Hansen, Danmark.

### OS-skandalen i Helsingfors 1952
Johansson deltog som amatör i OS i Helsingfors 1952 och tog sig fram till final där han mötte den storvuxne amerikanen Ed Sanders. Johansson blev diskvalificerad för passiv boxning, vilket ansågs vara en stor skandal. Johanssons sätt att boxas, vilket senare framgångsrikt kom att tillämpas av Muhammad Ali, kritiserades hårt i den svenska pressen och kallades en "skam för Sverige" av Lennart Hyland som refererat matchen i radio. Johansson tvingades lämna arenan under publikens busvisslingar.
Den svenska landslagstränaren Sven Thorén förbjöd sedan Johansson att lämna Helsingfors, menande att han inget hade att göra på avslutningsceremonin och att han aldrig skulle få vara med i den svenska OS-truppen igen. Även den traditionella flaggningen vid prisutdelningen förbjöds av IOK med motiveringen "osportsligt uppförande i ringen". Både i Finland och Sverige började Ingemar Johansson kallas för "Springemark" och blev anklagad för att vara feg.
Först vid erövrandet av EM-titlen från Cavicchi 56 ansågs skandalen i Helsingfors delvis vara glömd och förlåten av allmänheten och hur han ansågs vara en seriös boxare som klättrade upp på karriärstegen.
Det skulle dröja 30 år innan Ingemar Johansson fick sin silvermedalj. Detta skedde 1982, då det hade upptäckts att IOK inte hade rätt att frånta en idrottare dennes medalj.

### Tidiga proffsår, Europamästare

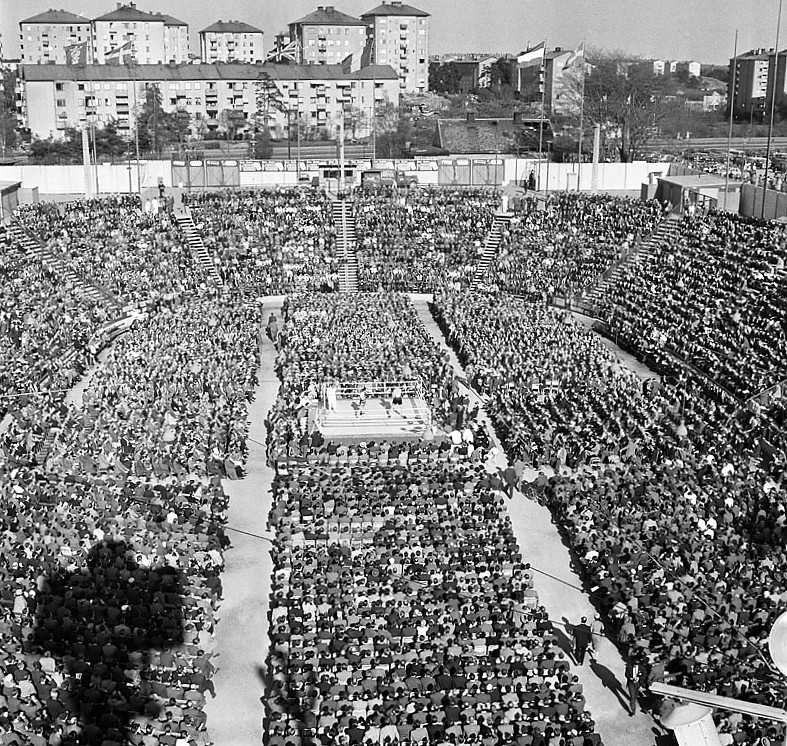
Hovet i Stockholm var fullsatt när Ingemar Johansson försvarade sin EM-titel i en match mot Henry Cooper den 19 maj 1957.

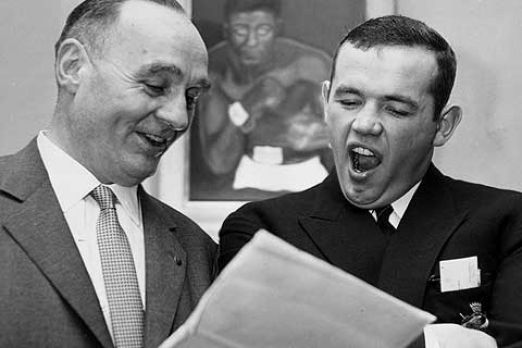
Ingemar Johansson tillsammans med sin manager Edwin Ahlqvist 1958.

Efter OS blev Johansson professionell. Han debuterade 5 september 1952 i en uppvisningsmatch mot Olle Tandberg i Bergsjö folkpark. Tävlingsdebuten skedde den 5 december 1952 i hemstaden Göteborg, där fransmannen Robert Masson slogs knockout i fjärde ronden.
Edwin Ahlqvist blev Ingemar Johanssons manager på hösten 1952 och tränare var Nils Blomberg. Trion höll ihop hela karriären. Ahlqvist hade upptäckt Ingemar Johansson vid en juniormästerskapsturnering i Göteborg, då denne ännu inte var fyllda sexton år.
Johansson radade upp segrar och 1956 erövrade han EM-titeln med en knockoutseger i trettonde ronden över italienaren Franco Cavicchi. Före matchen kontaktade Ingemar Johansson brottaren Rune "Skinnskattebergarn" Jansson, som ställde upp och lät "Ingo" träna närkampsstyrka genom stående brottning. Mot den storväxte italienaren var detta ett smart drag, och i den 13:de ronden orkade han inte böka längre. Genom ett hårt kroppsslag, strax under hjärtat, avslutade Ingemar Johansson matchen.
Ingemar Johansson försvarade EM-titeln under 1957 och 1958, mot bland andra engelsmännen Henry Cooper och Joe Erskine. I september 1958 fick han chansen att möta amerikanen Eddie Machen, en av de högst rankade på tidningen The Rings rankinglista. Matchen gick den 14 september på Nya Ullevi inför 53 614 åskådare (rekord för svensk arenaidrott). Johansson vann över den obesegrade amerikanen på knockout i första ronden. Matchen startade klockan 19:14 och 2 minuter och 16 sekunder senare var den över.

### Världsmästare

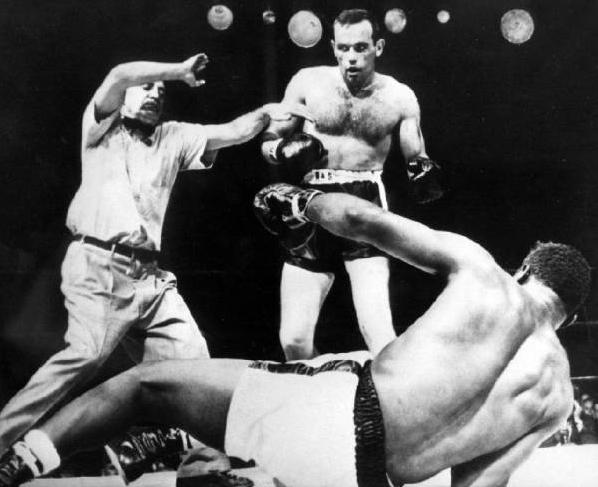
Ringdomaren, Ruby Goldstein, bryter VM-matchen den 26 juni 1959, sedan Ingemar Johansson i den tredje ronden sju gånger golvat Floyd Patterson. Över en miljon svenskar lyssnade på direktreferatet av matchen i Radio Luxembourg, vilket sändes på natten till den 27 juni, svensk tid.

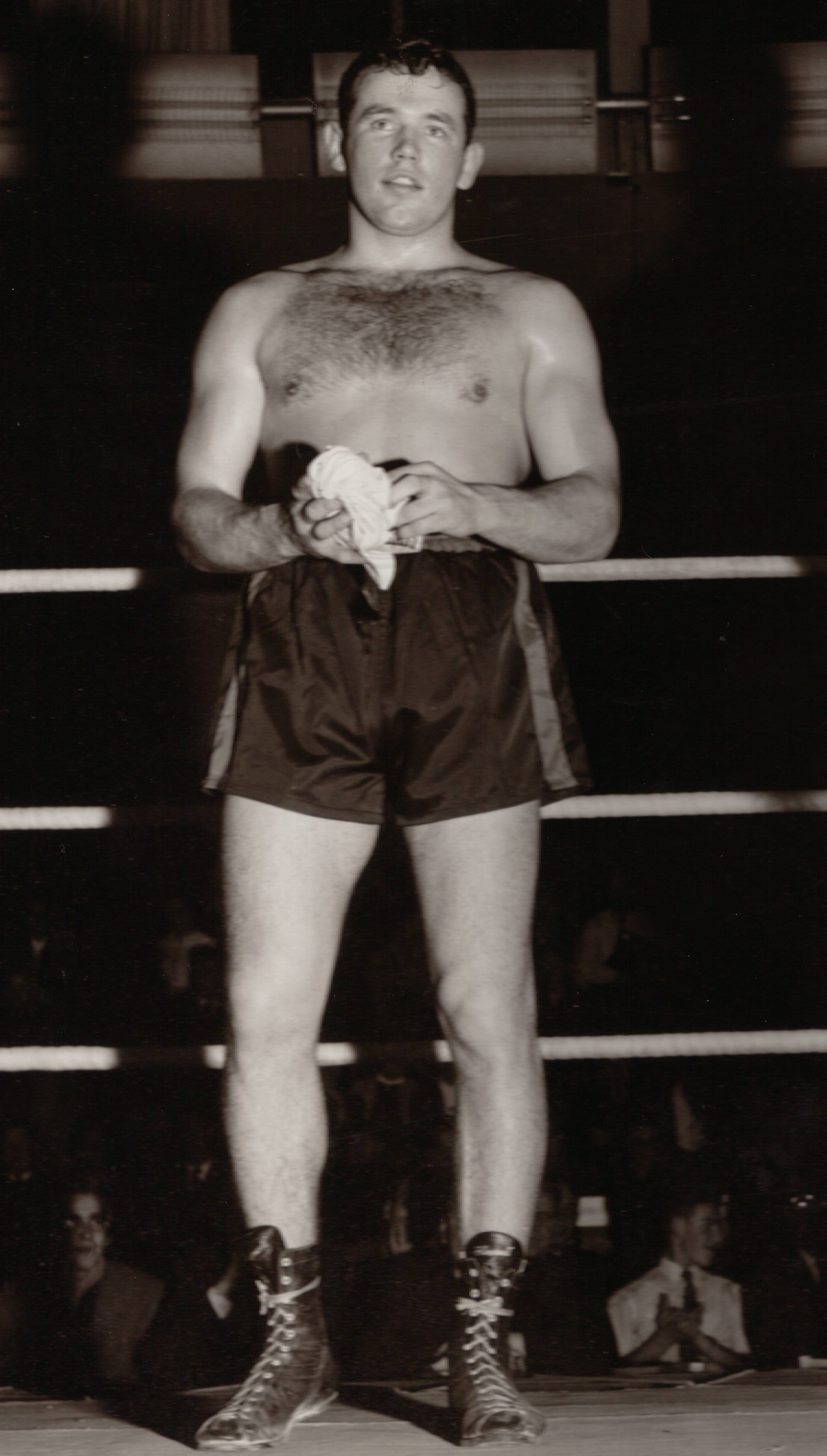
Ingemar Johansson.

Ingemar Johansson mötte den 26 juni 1959 Floyd Patterson inför 30 000 åskådare på basebollarenan Yankee Stadium i New York. Det var en varm och fuktig, sen kväll, dagen efter det skyfall som dränkt arenan och tvingat arrangörerna att senarelägga matchen en dag.
Johansson vann på teknisk knockout efter två minuter och tre sekunder av den tredje ronden, efter att ha golvat Patterson sju gånger. Sverige hade därmed fått sin första och hittills enda världsmästare i tungviktsboxning. Klockan var 22.47.27 lokal tid. Över tre miljoner svenskar lyssnade på matchreferatet av Lars-Henrik Ottoson direkt i radio via Radio Luxemburg; på grund av tidsskillnaden hade det då i Sverige hunnit bli 03.47.27 natten till den 27 juni. I Sveriges Radio sändes vid denna tid inga professionella boxningsmatcher. Uppmärksamheten i Sverige var enorm.
När Ingemar Johansson efter matchen landade på Torslanda flygfält, klockan 17.35 lördagen den 4 juli 1959, hade närmare 2 000 personer tagit sig ut till fältet för att hälsa honom välkommen. Där fanns även en av marinens helikoptrar med uppgift att flyga Ingemar till Ullevi, där över 20 000 göteborgare väntade på att hylla honom. De hade kommit enbart för att få se den nye världsmästaren. Dagen efter reste Ingemar Johansson till Stockholm och Gröna Lunds nöjesfält, där han intervjuades på Stora Scenen samt lagerkransades inför en lika stor publik som den på Ullevi.

### Sista boxningsåren
Ingemar Johansson fick aldrig Bragdguldet, vilket 1959 gick till fotbollsspelaren Agne Simonsson efter två mål i en vänskapslandskamp mot England, som gav en historisk 3-2-vinst på Wembley. Johansson blev Sportsman of the Year 1959 i Sports Illustrated och Nyhetsbyrån AP korade honom till årets störste idrottsman 1959. Han blev Stor grabb och hedersmedlem i RBK 1959.
Floyd Patterson fick revansch ett år senare, den 20 juni 1960, på Polo Grounds i New York. I returmatchen, inför en publik på 31 000 åskådare, vann Patterson på knockout. Ingo låg utslagen på golvet med ryckande vänsterben, och det tog tio minuter innan han kunde lämna ringen. Denna match direktsändes i Sveriges Radio, som anordnat en nattvaka med titeln Vi väntar på Johansson; själva matchen vid 3:30-tiden på morgonen avlyssnades av 63 procent av svenska folket, en siffra som sjönk när Johansson förlorat matchen.
En tredje match mellan de båda gick i mars 1961 i Miami, Florida. I denna lyckades Johansson slå ner Patterson två gånger i första ronden, men mästaren kom tillbaka och vann på knockout i sjätte ronden.
Johansson fortsatte karriären med sikte på att återta EM-titeln och så småningom få en ny chans till en VM-match. Han återtog EM-titeln genom att besegra engelsmannen Dick Richardson på knockout, 2 minuter och 13 sekunder in i åttonde ronden den 17 juni 1962. Den 21 april 1963 mötte han engelsmannen Brian London i Stockholm och vann på poäng efter tolv ronder, men matchen fick ett snöpligt slut då han blev nerslagen i sista ronden strax innan gong-gongen. Dagen efter var rubriken på Dagens Nyheters löpsedel: "Vakna Ingo. Du vann!". Matchen var Ingos sista.
Mästarbältet "The Ring" mottog Ingemar Johansson 1960. På bältet stod det bland annat: The Ring Magazine award World heavyweight Championship Won by Ingemar Johansson of Sweden. Bältet finns numera att betrakta på Idrottsmuseet i Kviberg i Göteborg.

### Efter karriären
Efter karriären blev Johansson god vän med sin gamle rival Floyd Patterson.
Johansson blev året efter Sonny Listons båda förluster mot Muhammad Ali, Listons manager, promotor och vän som såg till att Liston skulle få ett kontrakt värt 150.000 dollar om han utkämpade fyra matcher i Sverige som ett sätt att ge honom en ny beundrarskara och för att säkra honom en inkomst eftersom större delen av boxningsvärlden ansåg att han var en ”gangster och buse”.
Det skulle dröja ända fram till 2004 innan någon av boxningens stora organisationer World Boxing Association (WBA) och World Boxing Council, (WBC) fick sin nästa vita och europeiska tungviktsvärldsmästare, då ukrainaren Vitali Klitsjko erövrade den vakanta WBC-titeln efter Lennox Lewis.
Ingemar Johansson genomförde under 1980-talet flera maratonlopp som fick stort massmediautrymme. År 1981 sprang han Stockholm Marathon för första gången, 112 kg tung, på tiden 4 timmar, 40 minuter och 12 sekunder. Året därpå utmanade han sin rival Floyd Patterson att ställa upp. Patterson vann den tävlingen med en tid på 4 timmar, 22 minuter och 53 sekunder mot Johanssons 4 timmar, 55 minuter och 19 sekunder i 31 graders rekordvärme. År 1983 var det dags för ett sista revanschmöte mellan de två på maratonslingan, som även detta vanns av Floyd. Ingo genomförde även New York Marathon, där han gick i mål på tiden 4 timmar och 21 minuter.
I mitten av 1990-talet vägde Ingemar Johansson 145 kilo. När han slutade boxas vägde han 95 kilo. Johansson blev patient hos bantningsprofessor Stephan Rössner, och bantningen inleddes med en åtta veckors proteindryckskur. Målet var att Johansson skulle komma ner till 110 kilo, vilket uppnåddes.
År 1969 sparrade diskuskastaren Ricky Bruch mot Ingemar Johansson på Redbergslids boxningsklubb. Det var promotorn Bertil Knutsson som frågade om de inte skulle sparra ett par ronder, eftersom Ricky Bruch var i Göteborg för tävlingar. Ett referat från det tillfället lyder: "Just innan de skulle börja sade Ricky till BEM (Sven "BEM" Ekström), - Om jag sopar till Ingemar med en disksving reser han sig inte före tio. Hoppas han kan gardera sig. Ricky slog rallarsvingar, Ingemar flyttade huvudet ett par centimeter och petade in en lätt vänsterjabb då och då. Ricky slog för det vilda, Ingemar stod still och flyttade sig precis så att slagen susade förbi. Ricky satsar framåt så han höll på att gå i golvet själv av sina missar. Ingemar petade med sin vänster och så satte han in en högerpropp i kistan på Ricky. I andra rondens början gav Ricky upp, totalt utmattad och ville inte fortsätta det gyckelspel som Ingemar drev med honom."
På 1990-talet hade Johansson ett sommarställe på Gåsö utanför Grundsund i Bohuslän. Ingemars mor Ebba hade sitt barndomshem i Grundsund. Han bodde då i Stockholms skärgård.

### Privatliv
Ingemar Johanssons föräldrar hette Jens Johansson (1907-1996) och Ebba, född Karlsson (1911-1998). En kusin till honom var författaren Camilla Läckbergs far Jens. Som vuxen ingick han själv äktenskap tre gånger, detta med i tur och ordning Barbro Abrahamsson, Birgit Lundgren (gifta 1962) och Edna Alsterlund. Han är far till sex barn. Han berättar om föräldrarnas betydelse, då han kom hem efter skandalmatchen i Helsingfors 1952: "Då kom jag till Göteborg och mötte min familj, gick jag rakt in i en fullständig förståelse. Pappa tog min hand och sa: – Du gjorde alldeles rätt, låt dom inte komma åt dej. Det var som att vrida en kontakt, ljus lyste igen. Om jag någonsin famlat, var jag säker nu. Mina föräldrar har stått vid mej i vått och torrt, alltid till hands med vänlighet och förståelse, aldrig med kommentarerna: du skulle gjort så och så i stället."

### De sista åren

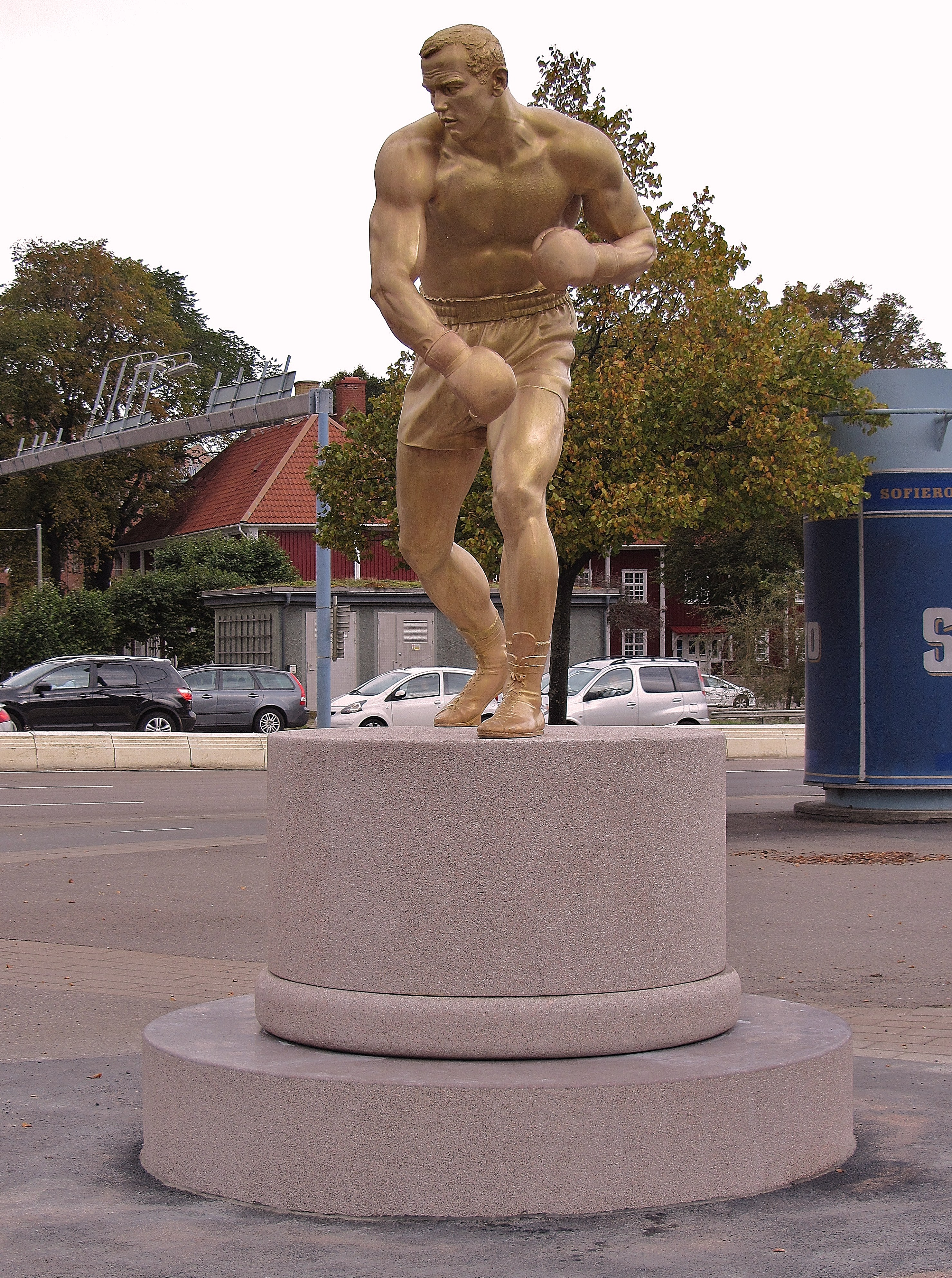
”Ingo - the Champ”, Peter Lindes staty på Ingemar Johansson Plats utanför Ullevi, invigd 2011.

Johansson hade efter VM-segern 1959 bosatt sig i Schweiz av skattetekniska skäl. Sedermera flyttade Johansson till Lighthouse Point i Florida där han köpt ett hus.  Han sålde huset 1979 för att köpa ett motell i Pompano Beach, Florida som också blev hans bostad. Det var här han träffade sin tredje fru, Edna Alsterlund, som var reporter. De gifte sig 1996, men skildes 2003. Johansson hade i april 1999 flyttat hem från Florida och bosatt sig på Dalarö.
I januari 2003 flyttade Johansson till ett gruppboende i Saltsjöbaden där han vårdades för en kombination av alzheimer och frontallobsdemens som drabbat honom, en sjukdom som kan ha ett samband med Johanssons boxning. Efter skilsmässan senare samma år flyttade Johansson till västkusten och bodde de fem sista åren av sitt liv på äldreboendet Bedagården i Onsala i Kungsbacka kommun.
När Floyd Patterson gick bort 2006 kommenterade Johansson detta med orden "Det var tråkigt att höra". Hans syster Eva berättade att Johansson var mycket trött men absolut förstod innebörden av beskedet. Ingemar Johansson avled i sin bostad fredagen den 30 januari 2009, med sonen Thomas vid sin sida. Han blev 76 år gammal. Begravningshögtiden skedde i Vasakyrkan, Göteborg 13 februari 2009 och han begravdes på Västra begravningsplatsen, där han vilar bredvid sina föräldrar.

## Johansson som artist/underhållare

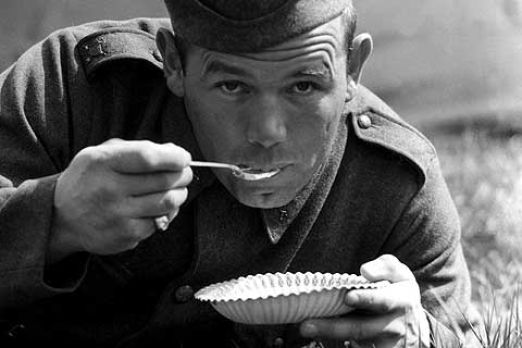
Johansson som malaj i filmen För tapperhet i tält (1965).

Ingemar Johanssons popularitet efter EM-segern 1956 ledde bland annat till att han samma år lanserades som grammofonsångare. Ackompanjerad av göteborgsorkestern Sven Tjuslings trio sjöng han följande titlar: "Klart till drabbning", "Västkustens vals", "Sju blomster" och "Över ängarna". Ingemar fortsatte att ge ut skivor, en jazzsingel kom så sent som 1987.
VM-segern 1959 ledde till att Johansson fick chansen att delta i Hollywoodfilmen All the Young Men (1960) med fixstjärnan Alan Ladd, där han hade en mindre roll som marinkårssoldat av svenskt ursprung med namnet "Torgil". Han toppar sin insats i filmen med att sjunga en skånsk folkvisa. Time magazine recenserade filmen: "Johansson's two basic expressions (faintly amused and faintly serious) beat Alan Ladds range by one."
Göteborgs-Posten hade Ingemar Johanssons karriär som tecknad serie, med start onsdagen den 10 juni 1959.

## Utmärkelser och minnesmärken
År 1959 utsågs Ingemar Johansson i USA till "Athlete of the Year" av Associated Press och till "Sportsman of the Year" av tidskriften Sports Illustrated.  Ingo är en av endast tre svenskar som vunnit den förstnämnda utmärkelsen; de övriga är Gunder Hägg (1943) och Annika Sörenstam (2003, 2004, 2005). Däremot är han den enda svenska idrottare som vunnit "Sportsman of the Year". Mycket få icke-amerikaner har vunnit något av dessa priser, vilka i USA ungefär motsvarar Svenska Dagbladets guldmedalj och Jerringpriset.
År 2002 introducerades Ingemar Johansson i International Boxing Hall of Fame.
År 2003 rankades han på tidskriften The Ring's lista över "100 greatest punchers of all time". Långt efter sitt karriärslut betraktades han som en av Sveriges största idrottsmän alla kategorier, och år 2000 röstades han fram till tredjeplats (efter Björn Borg och Ingemar Stenmark) på Svenska Dagbladets och Idrottsgalans lista över 1900-talets idrottare.
En staty, skapad av Peter Linde, kallad ”Ingo - the Champ”, avtäcktes den 17 september 2011 vid Nya Ullevi i Göteborg. Området runt statyn döptes 2015 till Ingemar Johansson Plats.

## Matcher under tiden som professionell
| Datum             | Motståndare               | Plats                | Resultat                                                                            |
| ----------------- | ------------------------- | -------------------- | ----------------------------------------------------------------------------------- |
| 5 september 1952  | Olle Tandberg             | Bergsjö              | Uppvisningsmatch                                                                    |
| 5 december 1952   | Robert Masson             | Göteborg             | Seger på KO i 4:e ronden                                                            |
| 7 februari 1953   | Emile Bentz               | Göteborg             | Seger på KO i 2:a ronden                                                            |
| 6 mars 1953       | Lloyd Barnett             | Göteborg             | Seger på poäng efter 8 ronder                                                       |
| 12 mars 1953      | Erik Jensen               | Köpenhamn            | Seger på poäng efter 6 ronder (NM-match)                                            |
| 8 december 1953   | Raymond Degl'Innocenti    | Stockholm            | Seger på KO i 2:a ronden                                                            |
| 5 november 1954   | Werner Wiegand            | Göteborg             | Seger på teknisk KO i 5:e ronden                                                    |
| 5 januari 1955    | Ansel Adams               | Göteborg             | Seger på poäng efter 8 ronder                                                       |
| 13 februari 1955  | Kurt Schiegel             | Stockholm            | Seger på teknisk KO i 5:e ronden                                                    |
| 5 mars 1955       | Aldo Pellegrini           | Göteborg             | Seger efter diskvalifikation i 5:e ronden till följd av upprepade slag under bältet |
| 3 april 1955      | Uber Bacilieri            | Stockholm            | Seger på poäng efter 8 ronder                                                       |
| 12 juni 1955      | Günter Nurnberg           | Dortmund             | Seger på teknisk KO i 7:e ronden                                                    |
| 28 augusti 1955   | Hein Ten Hoff             | Stockholm            | Seger på KO i 1:a ronden                                                            |
| 24 februari 1956  | Joe Bygraves              | Göteborg             | Seger på poäng efter 10 ronder                                                      |
| 15 april 1956     | Hans Friedrich            | Stockholm            | Seger på poäng efter 10 ronder                                                      |
| 30 september 1956 | Franco Cavicchi           | Bologna              | Seger på KO i 13:e ronden (EM-match)                                                |
| 28 december 1956  | Peter Bates               | Göteborg             | Seger på KO i 2:a ronden                                                            |
| 19 maj 1957       | Henry Cooper              | Stockholm            | Seger på KO i 5:e ronden (EM-match)                                                 |
| 13 december 1957  | Archie McBride            | Göteborg             | Seger på poäng efter 10 ronder                                                      |
| 21 februari 1958  | Joe Erskine               | Göteborg             | Seger på teknisk KO i 13:e ronden (EM-match)                                        |
| 13 juli 1958      | Heinz Neuhaus             | Göteborg             | Seger på teknisk KO i 4:e ronden                                                    |
| 14 september 1958 | Eddie Machen              | Göteborg             | Seger på KO i 1:a ronden                                                            |
| 3 april 1959      | Neville Rowe              | Stockholm            | Uppvisningsmatch                                                                    |
| ? juli 1959       | Rolf Johansson            | Gävle                | Uppvisningsmatch (Hans yngre bror)                                                  |
| 26 juni 1959      | Floyd Patterson           | Bronx, New York      | Seger på teknisk KO i 3:e ronden (VM-match)                                         |
| 20 juni 1960      | Floyd Patterson           | New York, New York   | Förlust på KO i 5:e ronden (VM-match)                                               |
| 6 februari 1961   | Cassius Clay              | Miami Beach, Florida | Uppvisningsmatch, 2 ronder                                                          |
| 24 februari 1961  | Dave Rent                 | Göteborg             | Uppvisningsmatch                                                                    |
| 13 mars 1961      | Floyd Patterson           | Miami Beach, Florida | Förlust på KO i 6:e ronden (VM-match)                                               |
| 9 februari 1962   | Joe Bygraves (returmatch) | Göteborg             | Seger på teknisk KO i 7:e ronden                                                    |
| 15 april 1962     | Wim Snoek                 | Stockholm            | Seger på KO i 5:e ronden                                                            |
| 17 juni 1962      | Dick Richardson           | Göteborg             | Seger på KO i 8:e ronden (EM-match)                                                 |
| 21 april 1963     | Brian London              | Stockholm            | Seger på poäng efter 12 ronder                                                      |

- Källa: [43]

De tio bästa matcherna (enligt Ingemar Johansson själv)
Ingemar Johansson valde själv ut följande tio matcher som sina bästa, med egna kommentarer:
1. Match om VM-titeln i tungvikt mot Floyd Patterson i New York 26 juni 1959. Jag var enormt laddad för mitt livs stora chans, och jag trodde stenhårt på att Floyd skulle passa mig.
2. Avgörande VM-kval mot Eddie Machen Göteborg 14 september 1958. Jag var skärpt till tusen och redo att slå till direkt.
3. Match om EM-titeln mot Dick Richardson i Göteborg 17 juni 1962. Han var stor och stark, en hygglig tekniker och slog mycket hårt, men han kunde vara ful som attan.
4. Match om EM-titeln mot Joe Erskine i Göteborg 21 februari 1958. Alla varnade för honom och britterna var löjligt självsäkra.
5. Match om EM-titeln mot Henry Cooper i Stockholm 19 maj 1957. Det blev en ganska enkel fight!
6. Match om EM-titeln mot Franco Cavicchi i Boiogna 30 september 1956. Han var en fysisk best, Cavicchi.
7. Match vid invigningen av Ullevi i Göteborg, mot Heinz Neuhaus, 13 juli 1958. Då började jag bli ruskigt bra.
8. EM-kval mot Hein ten Hoff i Göteborg 28 augusti 1955. Han var självsäker värre - ville veta vilket sjukhus han skulle skicka mina blommor till.
9. Match mot Archie McBride i Göteborg 13 december 1957. Min första jänke som professionell och ett riktigt tufft test.
10. Match om VM-titeln mot Floyd Patterson i Miami 13 mars 1961. Det var så snubblande nära att jag där vunnit tillbaka min VM-titel.